# Stavanger IF
Il Stavanger Idrettsforening è una squadra di pallamano maschile norvegese con sede a Stavanger.

## Palmarès
- Campionato norvegese: 3
  - 1987-88, 1989-90, 1991-92.